# ADK (기업)
주식회사 ADK(株式会社エーディーケイ)는 일본의 비디오 게임 개발사였다. 1980년 알파 전자 주식회사(アルファ電子株式会社, Alpha Denshi Corporation)라는 이름으로 설립됐으며, SNK의 주도하에 명맥있는 네오지오 게임들을 개발한 것으로 알려져있다.
2003년에 SNK 플레이모어에 자산 판권을 매각하고 폐업했다.

## 개발한 게임
- 매지션 로드
- 닌자 컴뱃
- 월드 히어로즈
- 트윙클 스타 스프라이츠